# 4-アミノ安息香酸-1-モノオキシゲナーゼ
4-アミノ安息香酸-1-モノオキシゲナーゼ（4-aminobenzoate 1-monooxygenase）は、次の化学反応を触媒する酸化還元酵素である。
4-アミノ安息香酸 + NAD(P)H + 2 H+ + O2 {\displaystyle \rightleftharpoons } 4-ヒドロキシアニリン + NAD(P)+ + H2O + CO2
この酵素の基質は4-アミノ安息香酸、NADH（またはNADPH）、H+とO2で、生成物は4-ヒドロキシアニリン、NAD+（またはNADP+）、H2OとCO2である。補酵素としてFADを用いる。
組織名は4-aminobenzoate,NAD(P)H:oxygen oxidoreductase (1-hydroxylating, decarboxylating)で、別名に4-aminobenzoate hydroxylase、4-aminobenzoate monooxygenaseがある。